# Limnichus australis
Limnichus australis är en skalbaggsart som beskrevs av Wilhelm Ferdinand Erichson 1842. Limnichus australis ingår i släktet Limnichus och familjen lerstrandbaggar. Inga underarter finns listade i Catalogue of Life.